# Йозеф Фрювірт
Йозеф Карл «Пепі» Фрювірт (нім. Josef Frühwirth; 29 травня 1907, Відень — 18 січня 1944) — австрійський футболіст.

## Кар'єра
У сезоні 1927-28 Йозеф Фрювірт зіграв один матч в чемпіонаті за віденський «Рапід». Вже в наступному сезоні він зіграв 9 матчів і зміг завоювати чемпіонський титул з «Рапідом». Також зіграв в усіх восьми матчах Кубка Мітропи, у якому зелено-білі дійшли до фіналу, але програли «Ференцварошу» за сумою двох матчів — 1:7 і 5:3. У жовтні 1928 року Фрювірт зіграв свій єдиний матч у національній збірній Австрії проти Угорщини (5:1) на позиції правого півзахисника.
У наступному сезоні «Рапід» знову виграв чемпіонат, але Фрювірт твердим гравцем основи так і не став і покинув клуб в кінці сезону. Спочатку він приєднався до команди «Ваккер», а в 1932 році перейшов до «Лібертас» (Відень), який щойно вийшов у вищу лігу. Грав за цю команду протягом чотирьох років. У 1936 році перейшов у «Штурм», з яким вигравав чемпіонат Штирії.
Пізніше працював граючим-тренером у команді з Люксембургу «Спора», з якою святкував перемогу в національному чемпіонаті в 1938 році. Після повернення до Австрії виступав за «Флорідсдорфер» і знову за «Штурм» (Грац).
Загинув на Східному фронті на початку 1944 року.

## Титули і досягнення
- Чемпіон Австрії (2):

«Рапід» (Відень): 1928-1929, 1929-1930
- Фіналіст Кубка Мітропи (1):

«Рапід» (Відень): 1928
- Чемпіон Штирії (1):

«Штурм» (Грац): 1937
- Володар Кубка Штирії (1):

«Штурм» (Грац): 1937
- Чемпіон Люксембургу (1):

«Спора» (Люксембург): 1938